# المصلى (كحلان الشرف)

تعديل مصدري - تعديل

المصلى هي إحدى قرى عزلة افصر بمديرية كحلان الشرف التابعة لمحافظة حجة، بلغ تعداد سكانها 668 نسمة حسب تعداد اليمن لعام 2004.